# Герстен
Герстен (нем. Gersten) — община в Германии, в земле Нижняя Саксония.
Входит в состав района Эмсланд. Подчиняется управлению Ленгерих. Население составляет 1234 человека (на 31 декабря 2010 года). Занимает площадь 28,83 км².

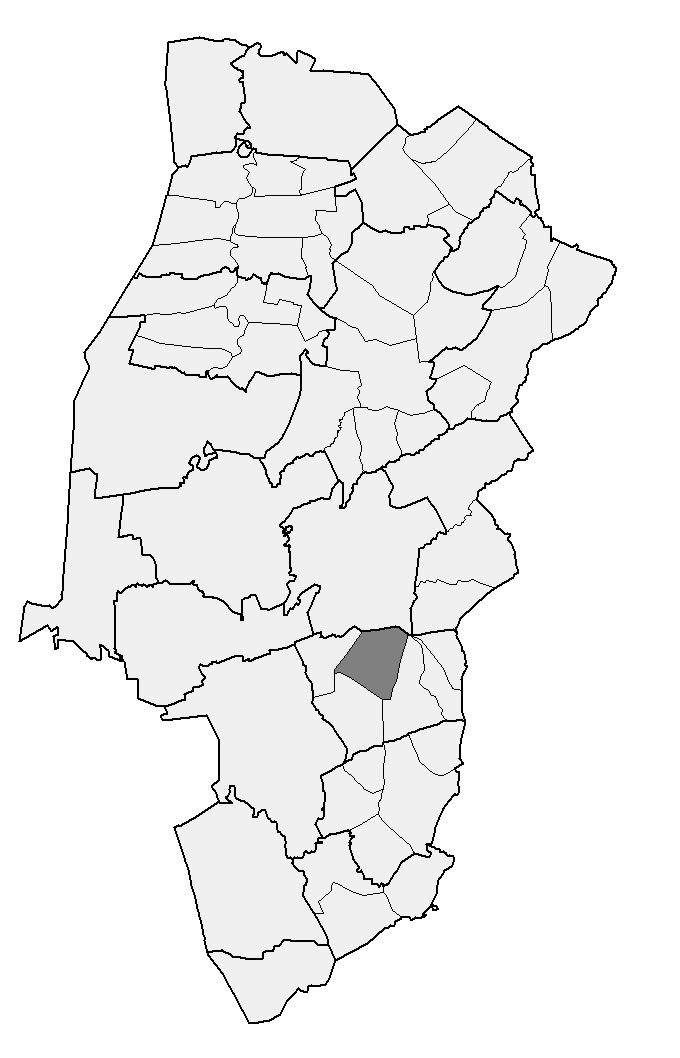
Герстен